# Shootfighting
Shootfighting est un sport de combat et un art martial, avec des concours régis par l'Association Internationale de Shootfighting (ISFA). Le shootfighting incorpore des techniques d'une multitude d'arts martiaux traditionnels, la plupart des principes proviennent du American kenpo et du Catch wrestling.
Le terme shootfighting a été souvent confondu avec les compétitions japonaises appelées mixed martial arts, par opposition aux compétitions de shoot-style professional wrestling. Cette confusion s’est terminée lorsque c'est devenu une marque déposée de Bart Vale, qui l'emploie pour décrire son système de combat hybride dérivé du shoot wrestling, mais elle est encore parfois employée familièrement.
Les termes Pancrace, Shoot boxing et Shooto, était autrefois associé au shootfighting.  Maintenant, plusieurs combattants se considèrent encore comme étant toujours des shootfighters.
Le sport ne révèle aucun lien avec le film Shootfighter.
Frank Shamrock était probablement le combattant de shootfighting le plus reconnu, lorsque cette discipline fut créditée par l' UFC.